# Саут Чикаго Хајтс (Илиноис)
Саут Чикаго Хајтс (енгл. South Chicago Heights) град је у америчкој савезној држави Илиноис.

## Демографија
По попису из 2010. године број становника је 4.139, што је 169 (4,3%) становника више него 2000. године.
| Група             | 2000.         | 2010.         |
| Белци             | 2.857 (72,0%) | 1.938 (46,8%) |
| Афроамериканци    | 288 (7,3%)    | 694 (16,8%)   |
| Азијати           | 42 (1,1%)     | 47 (1,1%)     |
| Хиспаноамериканци | 718 (18,1%)   | 1.440 (34,8%) |
| Укупно            | 3.970         | 4.139         |